# Comitê de Direitos Humanos das Nações Unidas
O Comitê de Direitos Humanos da Nações Unidas (português brasileiro) ou Comité de Direitos Humanos da Nações Unidas (português europeu) é um corpo das Nações Unidas, de 18 especialistas (membros eleitos), que se reúnem três vezes ao ano, em sessões de quatro semanas (sessão de primavera, na sede da ONU em Nova Iorque, verão e outono sessões na sede da ONU, em Genebra), para considerar os relatórios quinquenais apresentados pelos 169 Estados-membros das Nações Unidas sobre a sua conformidade com o Pacto Internacional sobre Direitos Civis e Políticos, e quaisquer petições individuais relativas aos 116 Estados-partes do Protocolo Facultativo. O Comitê é um dos dez órgãos das Nações Unidas do tratado de direitos humanos, responsável por supervisionar a implementação de um tratado específico.
Os Estados que ratificaram ou aderiram ao Protocolo Facultativo (atualmente em 116 países) concordaram em permitir que as pessoas dentro de sua jurisdição apresentem queixas ao Comitê solicitando uma determinação caso as disposições do Pacto tenham sido violadas. Para esses países, o Comitê de Direitos Humanos funciona como um mecanismo internacional para a reparação de violações de direitos humanos, semelhante ao de mecanismos regionais conferida pela Corte Interamericana de Direitos Humanos ou o Tribunal Europeu de Direitos Humanos. O Primeiro Protocolo Facultativo entrou em vigor em 23 de março de 1976. O Segundo Protocolo Facultativo, em vigor desde 11 de julho de 1991, resolveu abolir a pena de morte. É integrado por 84 Estados-partes. Cada um desses Estados pode indicar somente duas pessoas de elevada reputação moral e reconhecida competência em matéria de direitos humanos, que devem ser nacionais do país que as indicou, sendo possível a indicação mais de uma vez. A eleição se dá mediante votação secreta entre os Estados-partes.
O Comitê de Direitos Humanos, que foi constituído pelo Pacto de Direitos Civis e Políticos, não deve ser confundido com o mais alto perfil, a Comissão das Nações Unidas para Direitos Humanos, uma divisão baseada no mecanismo, ou a sua substituição, o Conselho de Direitos Humanos. Considerando que a Comissão de Direitos Humanos era um fórum político, onde os Estados debatiam todas as questões de direitos humanos (desde junho de 2006, sendo substituído pelo Conselho nesta função), o Comitê de Direitos Humanos é baseado em um mecanismo onde um grupo de especialistas examina relatórios e regras de comunicações individuais relativas apenas ao Pacto Internacional sobre Direitos Civis e Políticos. Ele continua a ser discutível, pelo Talibã e outros governos, se os  "modos de exibição de acordo com o artigo 5(4) do Protocolo Facultativo" do Comitê de Direitos Humanos qualificar-se como as decisões de um quase-judiciais ou, simplesmente, constituem interpretações sobre o mérito dos casos que lhes forem submetidos. Os membros do Comitê de Direitos Humanos, que devem ser "de elevada idoneidade moral e reconhecida competência em matéria de direitos humanos", são eleitos pelos Estados-membros, mas em uma base individual, e não como representantes de seus países. Eles servem a mandatos de quatro anos, mas metade são eleitos a cada dois anos em Assembleia Geral.

## Definição
O Comitê dos Direitos Humanos é o órgão criado em virtude dos art.º 28.º do Pacto Internacional sobre os Direitos Civis e Políticos com o objetivo de controlar a aplicação, pelos Estados Partes, das disposições deste instrumento (bem como do seu segundo Protocolo Adicional com vista à Abolição da Pena de Morte) . Nos termos do art.º 40.º do Pacto (e o at.º 3.º o segundo Protocolo), os Estados Partes apresentam relatórios ao Comitê onde enunciam as medidas adotadas para tornar efetivas as disposições destes tratados. Os relatórios são analisados pelo Comitê e discutidos entre este e representantes do Estado Parte em causa, após o que o Comitê emite as suas observações finais sobre cada relatório: salientando os aspectos positivos bem como os problemas detectados, para os quais recomenda as soluções que lhe pareçam adequadas.
Os Estados Partes no (primeiro) Protocolo Facultativo referente ao Pacto Internacional sobre os Direitos Civis e Políticos reconhecem ao Comitê competência examinar comunicações de particulares sujeitos à sua jurisdição que aleguem terem sido vítimas de violação dos direitos previstos no Pacto. O Comitê dispõe ainda de competência para apreciar comunicações interestaduais (art.º 41.º do Pacto) e para formular comentários gerais relativos a determinados artigos ou disposições do mesmo instrumento.

## Membros
O Comitê de Direitos Humanos é composto por 18 especialistas independentes, que são pessoas de "elevada idoneidade moral e reconhecida competência em matéria de direitos humanos".
| No. | Nome                                                  | Estado         | Prazo     |
| --- | ----------------------------------------------------- | -------------- | --------- |
| 1.  | Sra. Tania María Abdo Rocholl                         | Paraguai       | 2016–2020 |
| 2.  | Sr. Yadh Ben Achour                                   | Tunísia        | 2014–2018 |
| 3.  | Sra. Ilze Brands Kehris                               | Letónia        | 2016–2020 |
| 4.  | Sra. Sarah Cleveland                                  | Estados Unidos | 2014–2018 |
| 5.  | Sr. Ahmed Amin Fathalla (Vice-presidente do conselho) | Egito          | 2016–2020 |
| 6.  | Sr. Oliver de Frouville                               | França         | 2014–2018 |
| 7.  | Sr. Christof Heyns                                    | África do Sul  | 2016–2020 |
| 8.  | Sr. Yuji Iwasawa (Presidente)                         | Japão          | 2011–2018 |
| 9.  | Sra. Ivana Jelic (Vice-Relator)                       | Montenegro     | 2012–2018 |
| 10. | Sr. Bamiariam Koita                                   | Mauritânia     | 2016–2020 |
| 11. | Sra. Marcia. V. J. Kran                               | Canadá         | 2016–2020 |
| 12. | Sr. Durcan Laki Muhumuza                              | Uganda         | 2014–2018 |
| 13. | Sra. Photini Pazartzis                                | Grécia         | 2014–2018 |
| 14. | Sr. Mauro Politi                                      | Itália         | 2014–2018 |
| 15. | Sr. José Manuel Santos Pais                           | Portugal       | 2016–2020 |
| 16. | Sra. Anja Seibert-Fohr                                | Alemanha       | 2006–2020 |
| 17. | Sr. Yuval Shany (vice presidente)                     | Israel         | 2012–2020 |
| 18. | Sr. Margo Waterval (Relator)                          | Suriname       | 2012–2018 |